# あんごろもあちゃんの地球侵略にっき
『あんごろもあちゃんの地球侵略にっき』（あんごろもあちゃんのちきゅうしんりゃくにっき）は今井神のウェブコミック。CGオンライン（閉鎖）で連載されていた。

## 概要
1999年7の月にやってくるはずだった恐怖の大王「あんごろもあ」（アンゴルモアの大王と混同されている）が、地球侵略をするために地球人の好きなものを調査する…というのが基本ストーリー。が、大抵の場合は別のものと勘違いして「こわいよこわいよ〜〜」と言いながらおもらししてオチがつく。基本は1ページ漫画だが、縦長に掲載された回や外伝扱いのストーリー漫画などもある。途中、試験に落ちたため、もあが強制送還されて『ぽーねろろんちゃんの地球征服にっき』が始まったが、その後『あんごろもあちゃんの地球侵略にっきZ』として復活した。同人サークルによりWebアニメが製作された他、ソフトバンクよりフルカラーコミックスが出版されている。

## 登場キャラクター
あんごろもあ
恐怖の大王の名をもつ幼女。愛称は「もあ」。あんご星の大王の娘（次女）で、事業の一環で地球侵略に来た。階級は部長だったが、途中で課長に降格される。なぜか漢字で「恐怖」とかかれた服を着ており、ドクロマークの入ったスリッパを履いている。辞書を片手に日々地球人の思考を理解しようとしているが、大抵翻訳の仕方を間違っておもらししている。試験に落ちて強制送還されたが、あんご星のおやつを全て食べてしまって追放された。最初に地球にやってきた時はUFOが故障したため、地球の民家に住んでいた。外伝にて成長した姿が登場するが、アホ毛以外はマルスと瓜二つであった。なお、名前の由来は「アンゴルモア + あんころもち」から。
たごさく
昔の漫画に登場するタコ型宇宙人のような外見をしている。もあの部下で、ヒラだったが途中でバイトに格下げされた。基本的にツッコミ役で、初期はオチのコマでもあがもらしているのを余所に、電話をかけている役どころだったが、最近ではクロスカウンターをして二人一緒に病室のベッドに寝ていたり、食料にされて売りさばかれたりしている。基本的に不死身で、欠けた部位も次の回には再生している。が、再生している姿はかなりグロい。ゲル状の物体が好きで、日本タルタルソース友の会会員。
ポーネ・ロロン
もあのライバル。愛称は「ロロン」。お嬢様然としたかっこうの幼女で基本はもあと同じだが、帽子がとがっているなど、ややシャープなイメージ。服には「不可能」と書かれている。ヒスターと共に地球征服のため、自分たちが作ったものを売りつけて洗脳しようとするが、返品されてしまう。基本的な役どころはもあと同様。名前の由来はノストラダムスの予言集第8巻1番の「ポー、ネー、ロロン」（Pau, Nay, Loron）から。
ヒスター
ロロンの執事をしているイカ。「イカにも!」が口癖。身体を「ぺり（ベリ）」と開くことで何でも入れられる（本人曰く四次元収納）。たごさくとは割と仲良し。名前の由来はノストラダムスの予言集第4巻68番の「ヒスター」（Hister）から。なお、この予言での「ヒスター」は「ヒトラー」のことであると解釈する場合があり、本作のヒスターの額にある「卍」はこれをもじったものである。
マルス
もあの姉。階級は専務。すました顔で恐ろしい事を平然と言う。あんご星では人気が高い。名前の由来は、もあ同様ノストラダムスの予言集第10巻72番（恐怖の大王）に登場する「マルス」（Mars）から。
アルモリック
外伝のみに登場するマルスの部下。
シーレン
外伝のみに登場するあんご星の大王にしてもあとマルスの父。階級は社長。やや心配性かつスケベで娘に甘い。

## 連載休止の理由
今井は自身のホームページにて「『NEEDLESS』や『かたつむりちゃん』の仕事が忙しく、また、あんごろもあは同人的な扱いなので休止している」と明記していた（以前は、事情を知らないファンから「いつ再開するのか?」という質問も多く、その度にこの事情を説明していた）。なお、いつかは再開する意思を見せていたが、掲載サイトであったCGオンライン（CG-Online）は2006年1月末をもって閉鎖した。

## 関連グッズ
- ねとらんBOOKコミックス ソフトバンクパブリッシング刊 ISBN 4797326700
コミックスに収録されているのは「Z」の途中までであり、未収録の話も多数存在する（現在は閲覧不可）。
- コミックス豪華バージョン
今井の好きなビックリマンシール仕様のカバーに変更されたバージョン。ネットランナー年間購読申込者にプレゼントされた。
- 「あんごろもあちゃん&たごさく」ガレージキット
- マウスパッド
- ねとらん者カード - トレーディングカード
- ポストカード

いずれも限定商品のため、現在入手は困難である。

## 備考
- 書籍化の際、初期の話のもあが描き直されている。
- 「アニメ」の話では実際にもあが首を振るアニメーションが付いていた。
- キャラクター紹介の もあ と たごさく は公式ページに掲載されているものと同様である。この紹介ページも一度描き直しが行われている。
- 今井の別作「NEEDLESS ZERO」のカバーに四コマで登場している。